# 向仲华
向仲华（1912年8月—1981年5月21日），原名向崇如，又名向镇华，笔名苏澄、望一。中国人民解放军中将，1955年获二级八一勋章、一级独立自由勋章、一级解放勋章。